# Mordechaj Arieli
Mordechaj Arieli (hebr:מרדכי אריאלי) (wł. Mordechaj Morzyński ur. 1909 w Suwałkach, zm. 9 października 1993 w Izraelu) – izraelski malarz i plastyk pochodzenia polskiego.

## Życiorys
Był synem Jakuba Morzyńskiego, malarza polichromii w synagogach i bratem Dawida, również malarza. Urodził się w Suwałkach, ale jako dziecko przeprowadził się z rodzicami do Krakowa i mieszkał w dzielnicy Kazimierz, gdzie uczył się w chederze. Zetknął się wówczas z Borisem Schatzem, który widząc talent plastyczny zachęcił go do wyjazdu do Mandatu Palestyny i studiów w Akademii Besaleel. Nastąpiło to w 1926, podczas studiów był nazywany buntownikiem ponieważ fascynowała go sztuka współczesna. W 1928 Akademia została zamknięta, w 1931 wyjechał do Paryża, gdzie dołączył do brata Dawida Morzyńskiego. Kontynuował tam naukę w Académie de la Grande Chaumière i Ecole Supérieure des Décines. W 1934 wrócił do Palestyny, tworzył plakaty dla firmy "Migdalor Cinema". W 1937 wstąpił do Stowarzyszenia Malarzy i Rzeźbiarzy, w 1949 dołączył do grupy Nowe Horyzonty, w latach 1953-1957 był jej sekretarzem. Od 1951 przez dwadzieścia lat wykładał na Uniwersytecie Telawiwskim. Swoje wspomnienia zawarł w autobiografii Aszkenazyjczyk. Biografia możliwa.
Spoczywa na cmentarzu Yarkon.

## Twórczość
Początkowe obrazy Mordechaja Arieli reprezentowały sztukę naiwną, dopiero w latach 30. pod wpływem zamieszkania w Palestynie zaczął wplatać elementy orientalne do pejzaży i martwych natur. Na początku lat 50. zauważalny jest silny wpływ kubizmu, a w kolejnych latach częstym motywem są formy geometryczne. W połowie lat 60. do swojej twórczości wprowadził konstruktywizm, posługiwał się dużymi, jasnymi plamami będącymi tłem do przedstawianych wyobrażeń architektonicznych. Znaczna część prac to gwasze na papierze, obrazy tworzone metodą olejną na płótnie są z reguły niewielkie i bardzo powściągliwe w formie.

## Nagrody
- 1953, 1958 - Nagroda Histadrut;
- 1954, 1962 - Nagroda Ministra Edukacji i Kultury;
- 1955, 1961 - Nagroda Dizengoffa.